# Smogorzewo (powiat włocławski)
Smogorzewo – wieś w Polsce położona w województwie kujawsko-pomorskim, w powiecie włocławskim, w gminie Lubraniec. 
Wieś lokowana na prawie niemieckim przez Łokietka 11 listopada 1331 r., druga lokacja w 1408 r. Do 1661 roku we władaniu Arcybiskupstwa Gnieźnieńskiego, przekazana potem Kapitule Gnieźnieńskiej. Wieś duchowna, własność kapituły gnieźnieńskiej, położona było w 1785 roku w powiecie brzeskokujawskim województwa brzeskokujawskiego. 
Obecnie to wieś o charakterze typowo rolniczym, z przewagą gospodarstw wyspecjalizowanych (chów trzody, sady owocowe, uprawa ziół i przypraw). W latach 1975–1998 miejscowość położona była w województwie włocławskim. Według Narodowego Spisu Powszechnego (III 2011 r.) liczyła 88 mieszkańców. Jest 34. co do wielkości miejscowością gminy Lubraniec.